# Uazzen
Uazzen (in arabo وازن - Wazzin) è un villaggio della Libia al confine con la Tunisia e si trova vicino al villaggio tunisino di Dehiba. Dista 360 km da Tripoli e 633 km da Tunisi.

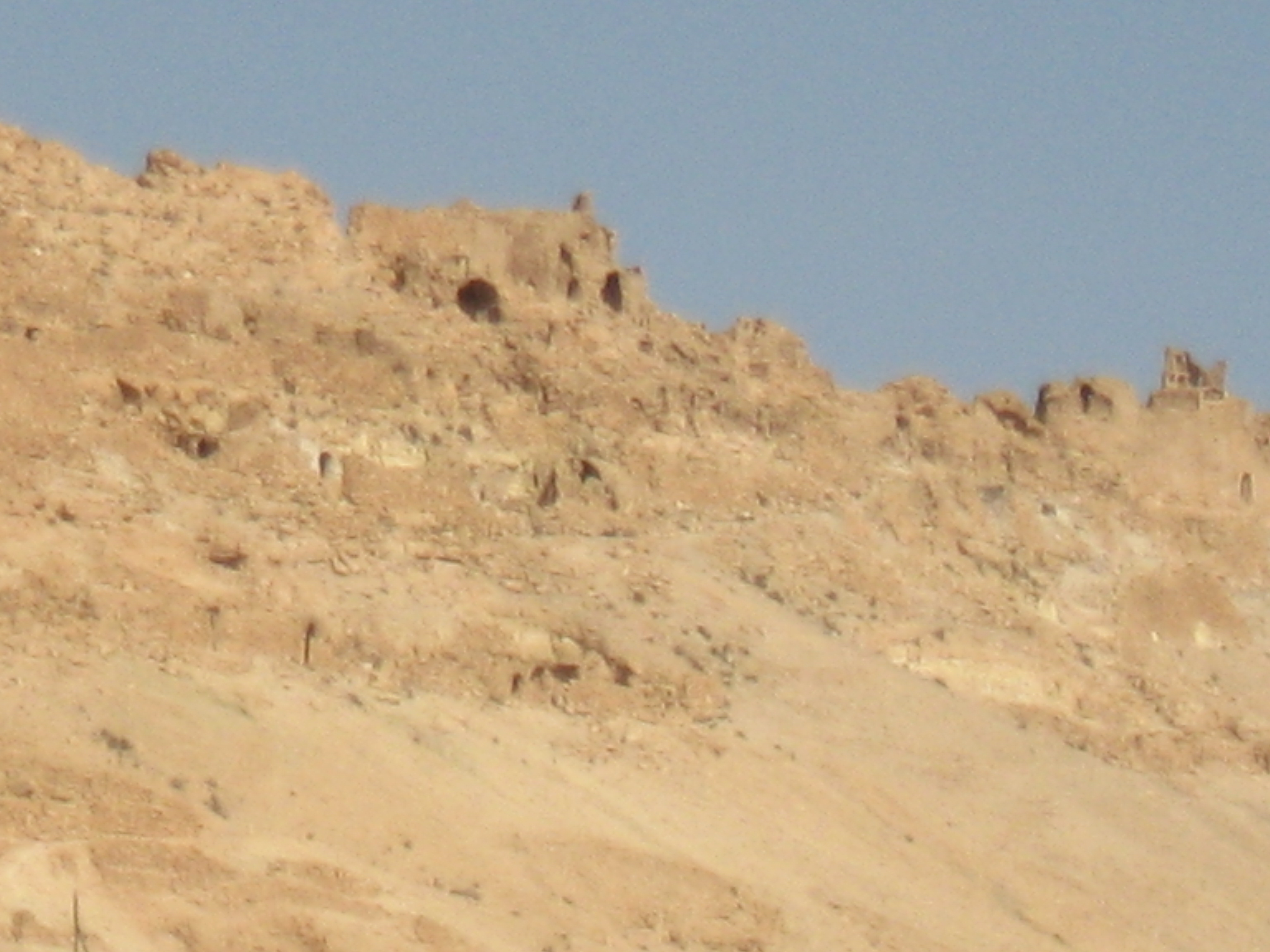
Le rovine di Gasr Uazzen

## Galleria d'immagini

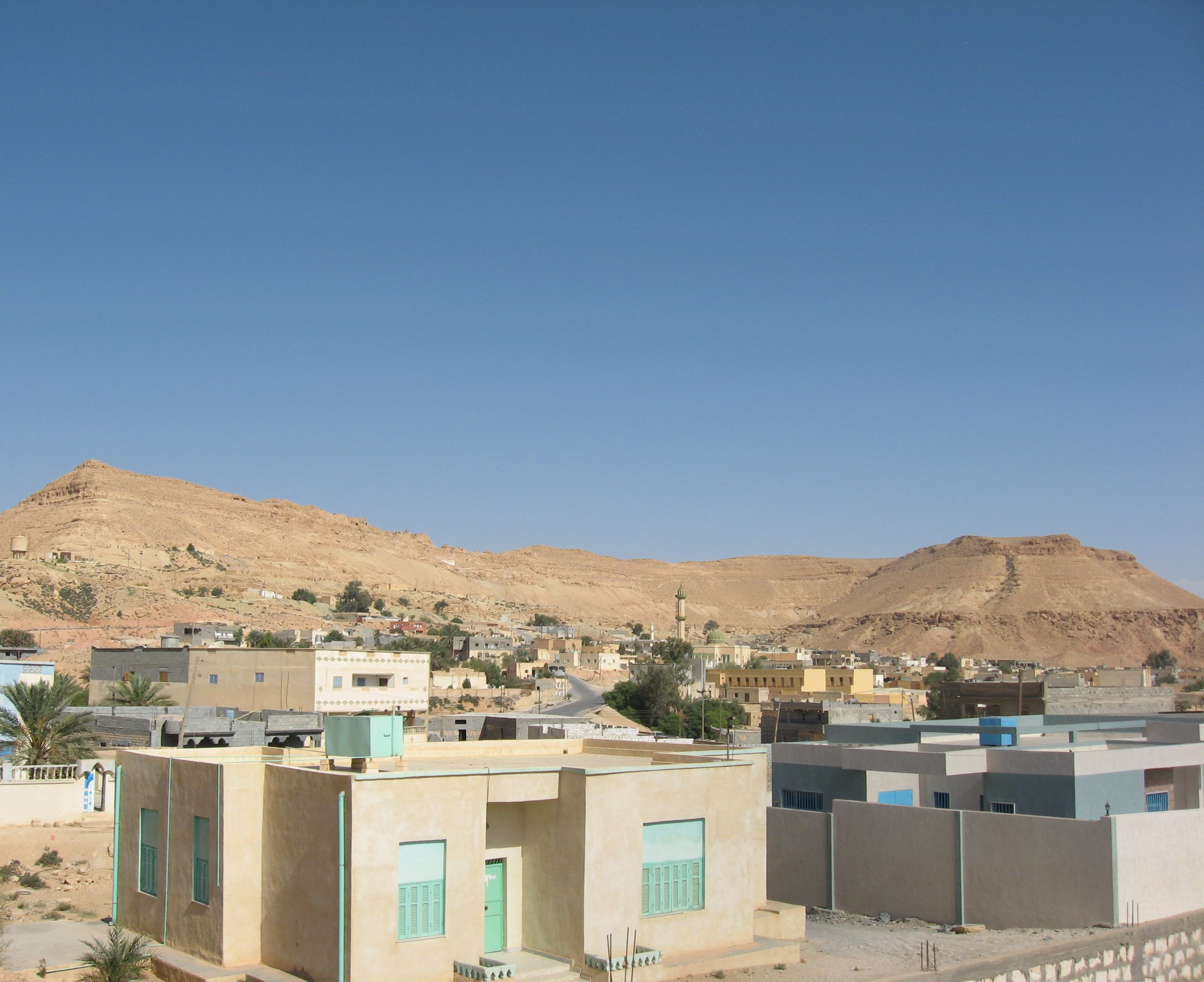
Il centro di Uazzen
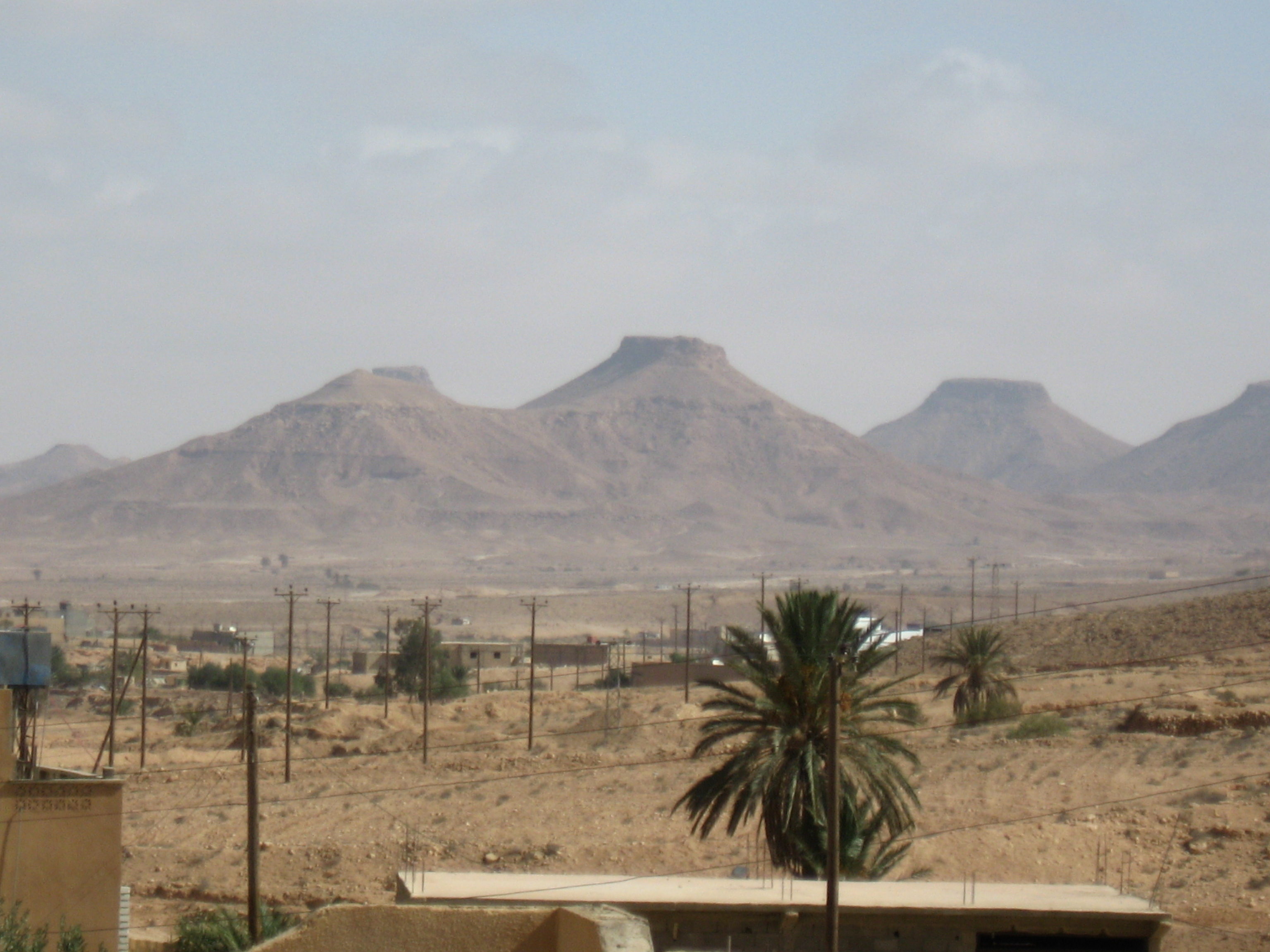
Montagne nei pressi di Uazzen